# Susannah York
Susannah York (Chelsea, Londres, 9 de gener de 1939 - Chelsea, Londres, 15 de gener de 2011) va ser una actriu anglesa.

## Biografia
Nascuda a Londres, Anglaterra. La seva carrera cinematogràfica va començar amb Tunes of Glory (1960), amb Alec Guinness i John Mills. El 1961, va interpretar el paper important a Pèrdua d'innocència, amb Kenneth More i Danielle Darrieux.
York va interpretar el paper de Sophie, en la pel·lícula guanyadora d'un Óscar Tom Jones (1963), amb Albert Finney, també va aparèixer en Un home per a l'eternitat (1966), The Killing of Sister George (1968) i Batalla d'Anglaterra (1969). Va coprotagonitzar la pel·lícula per a televisió Jane Eyre (1970), amb George C. Scott, ella hi interpreta el paper de Jane Eyre.
York va ser nominada per a un Oscar a la millor actriu secundària per Danseu, danseu maleïts (1969), però va perdre, i el guanyà Goldie Hawn pel seu paper en Flor de cactus.
El 1972, va guanyar el premi a la Millor Actriu en el Festival Internacional de Cinema de Cannes pel seu paper en Images (1972). Va interpretar el paper de Lara, la mare de Superman, en Superman (1978) i les seves seqüeles, Superman II (1980) i Superman IV: The Quest for Peace. York va fer aparicions en moltes sèries de televisió britànica, incloent-hi Armchair Theatre (1972), Great Mysteries (1973), Prince Regent (1979) (com a Maria Fitz-Herbert, l'esposa clandestina del futur Jorge IV, i We'll Meet Again (1982), Holby City (2003), Missing (2010) i Doctors (2010), els seus últims treballs.
L'any 2006, al costat de la banda italiana de power metall, Rhapsody Of Fire, va interpretar la veu d'Eloin, per a l'àlbum Triumph Or Agony.

## Filmografia[3]
| Any       | Film                                                    | Paper                                            | Notes |
| --------- | ------------------------------------------------------- | ------------------------------------------------ | --- |
| 1960      | There Was a Crooked Man                                 | Ellen                                            | |
| 1960      | Tunes of Glory                                          | Morag Sinclair                                   | |
| 1960      | The Richest Man in the World                            | Martine Herrault                                 | Telefilm |
| 1961      | ITV Television Playhouse                                | Eva Sinding Abigail Williams                     | Episodi: Midnight Sun episodi: The Crucible                                                                                           |
| 1961      | Pèrdua d'innocència (The Greengage Summer)              | Joss Grey                                        | |
| 1961      | The First Gentleman                                     | Princess Charlotte                               | Telefilm |
| 1962      | Freud: The Secret Passion                               | Cecily Koertner                                  | Nominada al Globus d'Or a la millor actriu dramàtica                                                                                  |
| 1962      | The Slaughter of St. Teresa's Day                       | Thelma Maguire                                   | Telefilm |
| 1963      | Tom Jones                                               | Sophie Western                                   | |
| 1964      | El setè matí (The 7th Dawn)                             | Candace Trumpey                                  | |
| 1964      | Scene Nun, Take One                                     | L'actriu                                         | |
| 1965      | Sands of the Kalahari                                   | Grace Munkton                                    | |
| 1965      | Scruggs                                                 | Susan                                            | |
| 1965      | Thursday Theatre                                        | Milly Theale                                     | episodi: The Wings of the Dove |
| 1966      | The Fall of the House of Usher                          | Madeleine Usher                                  | |
| 1966      | Calidoscopi (Kaleidoscope)                              | Angel McGinnis                                   | |
| 1966      | Un home per a l'eternitat (A Man for All Seasons)       | Margaret More                                    | |
| 1966      | Jackanory                                               | Storyteller                                      | episodi: The Children of Green Knowe                                                                                                  |
| 1966-1967 | Theatre 625                                             | Bronwen Jane                                     | episodi: The Winner episodi: Kiss on a Grass Green Pillow                                                                             |
| 1968      | Sebastian                                               | Rebecca Howard                                   | |
| 1968      | Duffy                                                   | Segolene                                         | |
| 1968      | The Killing of Sister George                            | Alice 'Childie' McNaught                         | |
| 1968      | ITV Playhouse                                           | Grace                                            | episodi: The Photographer |
| 1969      | Oh! What a Lovely War                                   | Eleanor                                          | |
| 1969      | Battle of Britain                                       | Oficial Maggie Harvey                            | |
| 1969      | Lock Up Your Daughters                                  | Hilaret                                          | |
| 1969      | They Shoot Horses, Don't They?                          | Alice                                            | BAFTA a la millor actriu secundària Nominada: Oscar a la millor actriu secundària Nominada: Globus d'Or a la millor actriu secundària |
| 1970      | Jane Eyre                                               | Jane Eyre                                        | Nominada: Primetime Emmy Award for Outstanding Single Performance by an Actress in a Leading Role                                     |
| 1970      | Country Dance                                           | Hilary Dow                                       | |
| 1971      | Per molts anys, Wanda June (Happy Birthday, Wanda June) | Penelope Ryan                                    | |
| 1972      | Joc de tres (Zee and Co.)                               | Stella                                           | |
| 1972      | Images                                                  | Cathryn                                          | Millor actriu (Festival de Cannes) |
| 1959-1972 | Armchair Theatre                                        | Tekla Mandy Hope Cecily Cardew Kathleen Caroline | 7 episodis |
| 1973      | Great Mysteries                                         | Comtessa Josephine                               | episodi: La Grande Breteche |
| 1974      | Gold                                                    | Terry Steyner                                    | |
| 1974      | Fallen Angels                                           | Julia Sterroll                                   | |
| 1975      | The Maids                                               | Claire                                           | |
| 1975      | Conduct Unbecoming                                      | Mrs. Marjorie Scarlett                           | |
| 1975      | That Lucky Touch                                        | Julia Richardson                                 | |
| 1976      | Sky Riders                                              | Ellen Bracken                                    | |
| 1976      | Eliza Fraser                                            | Eliza Fraser                                     | |
| 1978      | El crit (The Shout)                                     | Rachel Fielding                                  | |
| 1978      | A Month in the Country                                  | Natalia                                          | Telefilm |
| 1978      | The Silent Partner                                      | Julie Carver                                     | |
| 1978      | Long Shot                                               | Una actriu                                       | |
| 1978      | Superman                                                | Lara                                             | |
| 1979      | Prince Regent                                           | Maria Fitzherbert                                | |
| 1979      | The Golden Gate Murders                                 | Germana Benecia                                  | Telefilm |
| 1980      | The Awakening                                           | Jane Turner                                      | |
| 1980      | Superman II                                             | Lara                                             | |
| 1980      | Tornar a l'amor (Falling in Love Again)                 | Sue Lewis                                        | |
| 1981      | Second Chance                                           | Kate Hurst                                       | episodi: April II |
| 1981      | Loophole                                                | Dinah Booker                                     | |
| 1982      | We'll Meet Again                                        | Dra. Helen Dereham                               | 13 episodis |
| 1982      | Alice                                                   | Queenie                                          | |
| 1983      | Yellowbeard                                             | Lady Churchill                                   | |
| 1983      | Nelly's Version                                         | Narradora (veu)                                  | Telefilm |
| 1984      | Conte de Nadal (A Christmas Carol)                      | Mrs. Cratchit                                    | |
| 1985      | Star Quality                                            | Lorraine Barry                                   | Telefilm |
| 1985      | The Love Boat                                           | Kay Webber                                       | episodi: Girl of the Midnight Sun/There'll Be Some Changes Made/Too Many Isaacs/Mr. Smith Goes to Stockholm                           |
| 1985      | Daemon                                                  | Rachel                                           | Telefilm |
| 1986      | The Two Ronnies                                         | My Lady                                          | episodi: Episodi #12.2 |
| 1987      | Superman IV: The Quest for Peace                        | Lara (veu)                                       | |
| 1987      | Mio min Mio                                             | Seamstress                                       | |
| 1987      | Tomorrow's a Killer                                     | Toni                                             | |
| 1988      | A Summer Story                                          | Mrs. Narracombe                                  | |
| 1988      | Just Ask for Diamond                                    | Lauren Bacardi                                   | |
| 1989      | Melancholia                                             | Catherine Lanham Franck                          | |
| 1989      | After the War                                           | Irene Jameson                                    | minisèrie episodi: Yesterday and Tomorrow episodi: Partners                                                                           |
| 1989      | A Handful of Time                                       | Susanne Walker                                   | |
| 1989      | The Ray Bradbury Theater                                | Nora                                             | episodi: The HTiaing of the New |
| 1990      | Screen Two                                              | Amy Wallace                                      | episodi: The Man from the Pru |
| 1990      | Boon                                                    | Lady Tessa Bolton                                | episodi: Daddy's Girl |
| 1991      | Devices and Desires                                     | Meg Dennison                                     | minisèrie 6 episodis |
| 1991-1992 | Trainer                                                 | Rachel Ware                                      | 23 episodis |
| 1992      | Illusions                                               | Dra. Sinclair                                    | Telefilm |
| 1993      | Piccolo Grande Amore                                    | Queen Christina                                  | |
| 1993      | The Higher Mortals                                      | Miss Thorogood                                   | |
| 1997      | Loop                                                    | Olivia                                           | |
| 1997      | The Ruth Rendell Mysteries                              | Liz                                              | episodi: A Dark Blue Perfume |
| 1997      | So This Is Romance?                                     | Mike's Mum                                       | |
| 2000      | St. Patrick: The Irish Legend                           | Concessa                                         | |
| 2002      | The Book of Eve                                         | May                                              | |
| 2003      | Visitors                                                | Carolyn Perry                                    | |
| 2003      | Holby City                                              | Helen Grant                                      | 9 episodis |
| 2004      | Casualty                                                | Helen Grant                                      | episodi: Don't Go There episodi: Breaking Point                                                                                       |
| 2006      | The Gigolos                                             | Tessa                                            | |
| 2006      | The Stoning                                             | Jean Fielding                                    | |
| 2008      | Franklyn                                                | Margaret                                         | |
| 2009      | The Calling                                             | La priora                                        | |
| 2010      | Missing                                                 | Marjorie Claye                                   | episodi: Episodi #2.9 |
| 2010      | Doctors                                                 | Lorna Robson                                     | episodi: Gibberish |